# 6695 Barrettduff
6695 Barrettduff este un asteroid din centura principală de asteroizi.

## Descriere
6695 Barrettduff este un asteroid din centura principală de asteroizi. A fost descoperit pe 1 august 1986 la Observatorul Palomar de Eleanor Francis Helin. Asteroidul prezintă o orbită caracterizată de o semiaxă mare de 2,61 ua, o excentricitate de 0,21 și o înclinație de 15,7° în raport cu ecliptica.